# Список канцерогенов от МАИР. Категория 1
В группу 1 классификации канцерогенов МАИР включаются соединения, группы соединений, производственные процессы или профессиональные воздействия, а также природные факторы, для которых существуют достоверные сведения о канцерогенности для человека. В исключительных случаях, в эту же группу относят факторы, для которых нет достаточных свидетельств в пользу канцерогенности для человека, однако существуют убедительные доказательства канцерогенности для животных, и канцерогенность обеспечивается за счёт известных механизмов.

## Вещества и группы веществ
- 2,3,7,8-ТХДД
- 4-Аминобифенил
- Аристолоховая кислота[2]
- Мышьяк и соединения мышьяка
- Асбест
- Азатиоприн
- Бензол
- Бензпирен
- Бензидин
- Бериллий и его соединения
- Хлорнафазин
- Бис(хлорметиловый)эфир
- Хлорметил метиловый эфир
- 1,3-Бутадиен
- Бусульфан
- Кадмий и соединения кадмия
- Хлорамбуцил
- Семустин
- Соединения хрома (VI)
- Циклоспорин
- Гормональные и комбинированные формы контрацептивов (те, которые содержат эстроген и прогестаген)[3]
- Оральные контрацептивы (последовательные формы, в которых за периодом приёма только эстрогена следует период приёма и эстрогена, и прогестагена)
- Циклофосфамид
- Диэтилстильбэстрол
- Красители, которые метаболизируется до бензидина
- Эстрогены, нестероидные[a]
- Эстрогены, стероидные[a]
- Терапия эстрогеном в постменопаузе
- Этанол
- Эрионит
- Окись этилена
- Этопозид самостоятельно и в комбинации с цисплатином и блеомицином
- Формальдегид
- Арсенид галлия
- Растительные лекарственные средства, содержащие растительные виды рода Aristolochia
- Т-лимфотропный вирус человека
- Мелфалан
- Метоксален, а также ультрафиолетовое излучение
- 4,4’-Метилен-бис(2-хлоранилин)[англ.] — MOCA
- Химиотерапия при лимфогранулематозе
- Иприт
- 2-Нафтиламин
- Нейтронное излучение
- Соединения никеля
- Никотинпроизводный нитрозамин кетон[4]
- N-Нитрозонорникотин[5]
- Описторхоз
- Фосфор-32 в виде фосфата
- Плутоний-239 и продукты его распада (могут содержать плутоний-240 и другие изотопы), в виде аэрозолей
- Радиоактивный йод включая йод-131, от атомных аварий реакторов и ядерного взрыва оружия (воздействие в детстве)
- Радионуклиды, излучающие α-частицы[b]
- Радионуклиды, излучающие β-частицы[b]
- Радий-224 и продукты его распада
- Радий-226 и продукты его распада
- Радий-228 и продукты его распада
- Радон-222 и продукты его распада
- Кристаллический кремнезём (вдыхается в виде кварца или кристобалита из профессиональных источников)
- Тальк, содержащий волокна асбеста
- Тамоксифен
- ТиоТЭФ
- Торий-232 и его продукты распада, которые вводят внутривенно, в виде коллоидных дисперсий
- Треосульфан
- орто-Толуидин
- Винилхлорид

## Смеси
- Афлатоксины, в частности, самый распространённый — афлатоксин B1 (образуют природные смеси)
- Алкогольные напитки
- Изделия из бетелевой пальмы
- Бетель с табаком
- Бетель без табака
- Каменноугольная смола
- Угольной смолы
- Бытовое сжигания угля
- Минеральные масла, необработанные и применяемые для лечения
- Фенацетин
- Растения, содержащие аристолохиевую кислоту
- Соленая рыба (в китайском стиле)
- Мясная продукция (продукты из обработанного «красного» мяса, например, сосиски, ветчины, колбасы, солонина, вяленое мясо, мясные консервы и полуфабрикаты)[6][7][8].
- Сланцевая нефть
- Табачные изделия
- Комбинация загрязнения воздуха и взвешенных частиц[англ.][9], в том числе PM10 и PM2.5
- Древесная пыль

## Электромагнитное излучение
- Ультрафиолетовое излучение
- Рентгеновское излучение и гамма-излучение

## Вирусы, бактерии и другие живые организмы
- Вирус Эпштейна — Барр
- Вирус папилломы человека типы 16, 18, 31, 33, 35, 39, 45, 51, 52, 56, 58, 59 и 66
- Helicobacter pylori
- Вирус гепатита B
- Вирус гепатита C
- ВИЧ типа 1
- Шистосомы

## Вредные факторы
- Производство алюминия
- Мышьяк в питьевой воде
- Аурамин, его производство
- Транспортировка, ремонт и производство обуви
- Работа трубочистом
- Газификация угля
- Перегонка каменноугольной смолы
- Производство кокса
- Мебель и мебельное производство
- Добыча гематита и его добыча (под землей) с воздействием радона
- Пассивное курение
- Литейное производство
- Производство изопропанола
- Производство пурпурных красителей
- Художник (профессиональное воздействие)
- Мощение и кровельные работы с каменноугольной смолой
- Резиновая промышленность
- Туманы неорганических кислот, содержащих серную кислоту (профессиональный контакт)
- Лампы для загара и шезлонги (использование)
- Курение табака
- Добыча урановой руды (вдыхание радона)
- Солнечная радиация
- Газосварочные работы

## Комментарии
1. 1 2  Эта оценка относится к группе соединений в целом и не обязательно для всех отдельных соединений внутри группы
2. 1 2  Конкретные радионуклиды в отношении которых имеются достаточные доказательства канцерогенности для человека, также перечислены в отдельности, как группа 1 агентов